# Monte Morello
Monte Morello je hora, která se nachází v italském regionu Toskánsko 10 km severně od Florencie. Patří k Apeninám a její hlavní vrchol Poggio all'Aia má nadmořskou výšku 934 metrů. Masiv je tvořen převážně vápencem.
Název hory je písemně doložen již roku 790 a pochází od místního statkáře Maurilia. Zdejší dřevo bylo použito při výstavbě paláce Galleria degli Uffizi. Odlesnění vedlo k častým sesuvům půdy, socialistický poslanec za Sesto Fiorentino Giuseppe Pescetti proto roku 1909 prosadil výsadbu stromů, která trvala až do sedmdesátých let. Převládající dřevinou na svazích hory je borovice černá, která však odumírá vinou sucha a šíření houby Sphaeropsis sapinea. Roste zde také jedle bělokorá, cypřiš stálezelený, líska obecná, chřest lékařský a různé druhy orchidejí. Místní faunu tvoří prase divoké, vlk obecný, jelen evropský a jezevec lesní. 
V roce 1996 byla oblast vyhlášena teritoriálním parkem. Hora je populárním výletním místem pro obyvatele Florencie, kteří se zde věnují houbaření, také byla zřízena dráha pro travní lyžování. Návštěvníkům slouží útulna Rifugio Gualdo. V lokalitě Piazzale Leonardo da Vinci byl postaven rozhlasový a televizní vysílač. Na jižním úpatí se nachází kamenná věž Torre di Baracca ze třináctého století. Za druhé světové války v horském terénu operovali partyzáni.